# Hoadley
Hoadley är en udde i Antarktis. Den ligger i Östantarktis. Australien gör anspråk på området.
Terrängen inåt land är platt åt nordväst, men åt sydost är den kuperad.  Trakten är obefolkad. Det finns inga samhällen i närheten. 